# Pano Archimandrita
Pano Archimandrita (griechisch Πάνω Αρχιμανδρίτα) ist eine Gemeinde im Bezirk Paphos in der Republik Zypern. Bei der Volkszählung im Jahr 2021 hatte sie 26 Einwohner.

## Name
Pano („oberes“) Archimandrita bedeutet im zypriotischen Griechisch „Abt“. Laut Simos Menardos war ein Abt „der erste Bewohner von Archimandrita“. In der Liste der lusignanisch-venezianischen Königsgüter von Louis de Mas Latrie wird es als Archimandritta aufgeführt.

## Lage und Umgebung

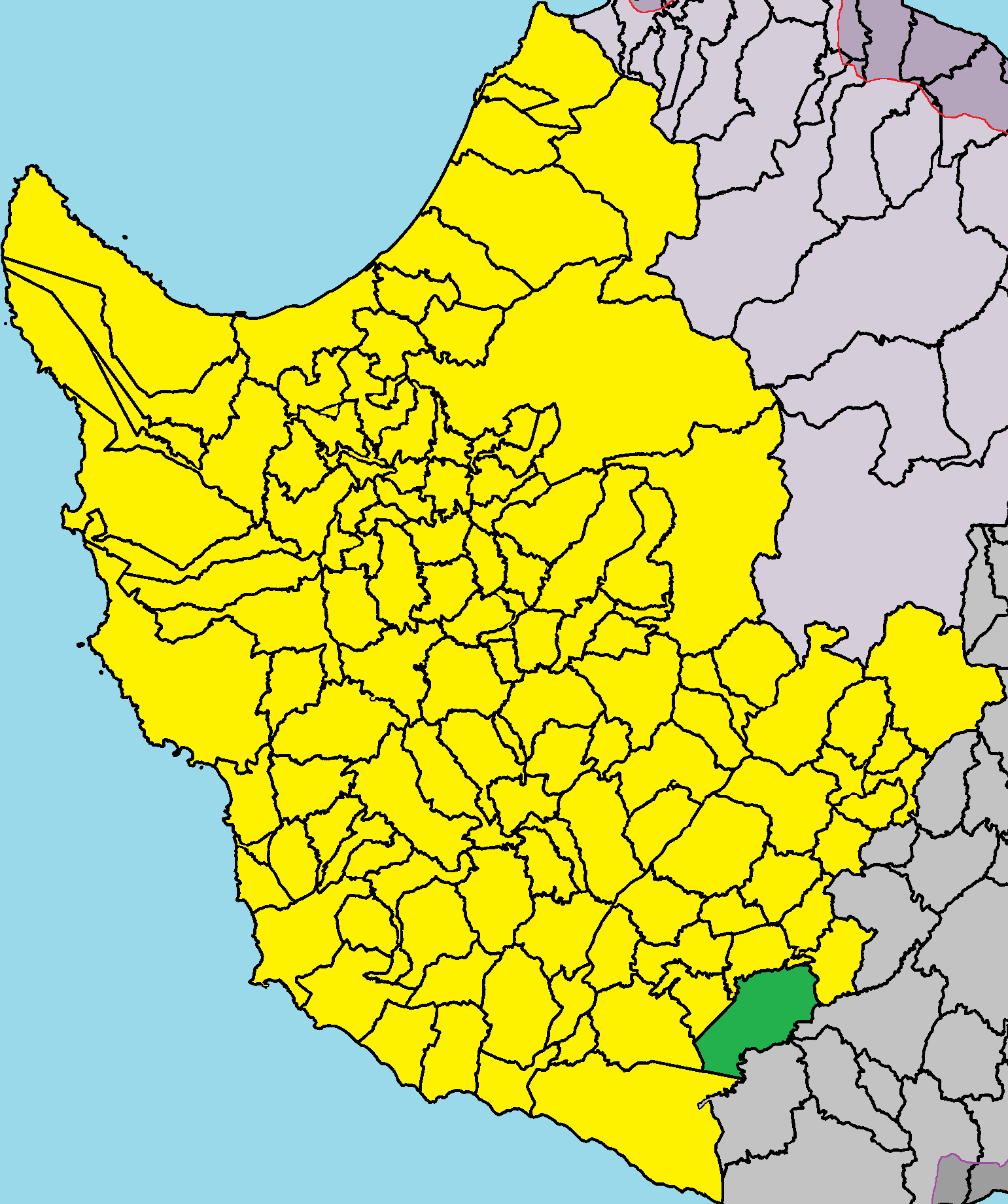
Lage im Bezirk Paphos

Pano Archimandrita liegt im Südwesten der Mittelmeerinsel Zypern auf einer Höhe von etwa 395 Metern, etwa 30 Kilometer nordwestlich von Paphos, 60 Kilometer südwestlich von Limassol und 110 Kilometer südwestlich von Nikosia. Das 18,5636 Quadratkilometer große Dorf grenzt im Norden an Maronas, im Nordosten an Mousere, im Osten an Anogyra und Platanistia, im Südosten an Alektora, im Süden an Kouklia, im Südwesten an Souskiou und im Westen an Fasoula. Das Dorf kann über die Straße F612 erreicht werden.
Die durchschnittliche jährliche Niederschlagsmenge beträgt rund 575 Millimeter. In der Umgebung werden Weinreben, Getreide, Hülsenfrüchte, Johannisbrotbäume, Oliven, einige Obstbäume, Melonen und einige Gemüsesorten angebaut. Geologisch betrachtet wird die Landschaft von Kreiden, Mergel, Margaischen Kreiden und Ablagerungen der Mamonion-Formation dominiert.

## Geschichte
Bereits im Mittelalter gab es eine Siedlung, die später in Kato und Pano aufgeteilt wurde. Es ist ungewiss, ob das mittelalterliche Lehen Kato Archimandrita oder Pano Archimandrita war. Es ist auf der Liste der lusignanisch-venezianischen Königsgüter von Louis de Mas Latrie aufgeführt.
Durch Beschluss des Ministerrates (Nr. 2262 vom 4. Oktober 1962) wurde die Übertragung von Kato Archimandrita auf Pano Archimandrita genehmigt. Für die Umsiedlung stellte die Regierung die Grundstücke kostenlos zur Verfügung sowie einen finanziellen Zuschuss für den Bau der Häuser in Pano Archimandrita. Ab 1962 beziehen sich die Volkszählungen für Bevölkerungs- und Produktionsdaten auf die beiden Dörfer zusammen.

### Bevölkerungsentwicklung
Aufgrund der zunehmenden Spannungen zwischen den Gemeinden evakuierten alle Zyperntürken am 28. Dezember 1963 Pano Archimandrita und suchten Zuflucht in Maronas. Aufgrund der Überfüllung und des Mangels an Ressourcen in Maronas verließen jedoch viele der Zyperntürken das Land und suchten Zuflucht an anderen Orten. Aufgrund der Türkischen Invasion Zyperns flohen die Zyperntürken dann nach Nordzypern. Laut einigen Bewohnen verließen viele heimlich das Land und reisten über die Berge in den von der Türkei kontrollierten Norden. Andere flohen in das britische Stützpunktgebiet Akrotiri und wurden im Januar 1975 über die Türkei nach Nordzypern gebracht. Diejenigen, die in den Dörfern zurückblieben, wurden schließlich am 30. August 1975 von UNFICYP in den nördlichen Teil eskortiert.
Die folgende Tabelle zeigt die Bevölkerung des Dorfes, wie sie in den in Zypern durchgeführten Volkszählungen erfasst wurde.
| Jahr      | 1881 | 1891 | 1901 | 1911 | 1921 | 1931 | 1946 | 1960 | 1976 | 1982 | 1992 | 2001 | 2011 | 2021 |
| Einwohner | 91   | 99   | 135  | 158  | 180  | 208  | 284  | 317  | 220  | 154  | 71   | 42   | 43   | 26   |